# Renita J. Weems
Renita J. Weems (* 26. Juni 1954 in Atlanta) ist eine US-amerikanische protestantische Theologin und ordinierte Pastorin. Sie gilt als Pionierin der womanistischen Theologie und ist insbesondere für ihre Beiträge zur feministischen Theologie und zur afroamerikanischen religiösen Gedankenwelt bekannt. Weems ist die erste afroamerikanische Frau, die in den Vereinigten Staaten einen Doktortitel in Alttestamentlicher Theologie erwarb.

## Leben und Karriere
Weems erlangte ihren Bachelor-Abschluss in Wirtschaftswissenschaften am Wellesley College und arbeitete zunächst in der Finanzbranche, bevor sie sich einer theologischen Laufbahn zuwandte. Ihr Interesse an einer wissenschaftlichen Karriere entwickelte sie während ihres Studiums an der Princeton Theological Seminary, wo sie 1989 ihren Doktortitel in Alttestamentlichen Studien erhielt. Ihre Dissertation behandelte das Thema sexueller Gewalt als Bild göttlicher Vergeltung in den prophetischen Schriften. 
Weems lehrte ab 1987 an der Divinity School der Vanderbilt University in Nashville und bekleidete von 2003 bis 2005 die William and Camille Cosby Professur für Geisteswissenschaften am Spelman College in Atlanta. Von 2005 bis 2017 war sie Professorin und Dekanin am American Baptist College in Tennessee. Seit 2017 unterrichtet sie an verschiedenen theologischen Fakultäten und Seminaren. Im Studienjahr 2024 ist sie Crump Visiting Professor und Black Religious Scholars Group Scholar-in-Residence am Seminary of the Southwest in Austin.
Weems hat bedeutende Arbeiten im Bereich der womanistischen und feministischen Bibelwissenschaft veröffentlicht. Sie brachte afroamerikanische Perspektiven und Interpretationsansätze zur Bibel in die akademische Diskussion und trug dazu bei, dass diese Sichtweisen Anerkennung fanden. Ihre Forschungsarbeit betont die Relevanz des historischen und kulturellen Kontexts bei der Interpretation biblischer Texte, insbesondere im Hinblick auf die Erfahrungen von Frauen und der afroamerikanischen Gemeinschaft.

## Werke und Auszeichnungen
Zu ihren bekanntesten Werken gehört Listening for God: A Minister’s Journey Through Silence and Doubt (1999), das den Wilbur Award des Religious Communicators' Council erhielt. Weems war außerdem die erste afroamerikanische Frau, die 2008 die renommierte Lyman Beecher Lecture an der Yale University hielt. 2023 wurde sie vom National Council of Churches mit dem President’s Award for Excellence in Faithful Leadership ausgezeichnet.
Weems ist als eine der herausragenden afroamerikanischen Religionsführerinnen in dem Werk Black Stars: African American Religious Leaders (2008) verzeichnet, in dem auch Persönlichkeiten wie Sojourner Truth und Martin Luther King gewürdigt werden.

## Schriften (Auswahl)
- 1989:  Just A Sister Away: A Womanist Vision of Women’s Relationships in the Bible
- 1995: Battered Love: Marriage, Sex, and Violence in the Hebrew Prophets
- 1999: Listening for God: A Minister’s Journey Through Silence and Doubt